# Старогръцка трагедия
Трагедията (от гръцки – τραγῳδία, tragōidia – песен на козлите, tragos – козел и ode – песен) е най-ранният драматичен вид, възникнал в гръцката древност.
Произходът на термина се свързва с Дионисиевите тържества през пролетта, когато хората надявали кози кожи, с цел да се оприличат на сатири. До нас са достигнали общо 33 старогръцки трагедии. Към нейните представители отнасяме Есхил, Софокъл и Еврипид.

## Произход и развитие

### Празници и състезания
Старогръцката култура, наричана още и „култура на празника“, е известна със своите празници, провеждани с цел преобразяване на действителността и откъсване от делника, и доближаване до отвъдния (нематериален) свят. Старогръцките празници се разделят на два основни типа: немистериални и мистериални. Двата типа празници почти винаги се застъпват и е възможно в единия да се открият характеристики на другия, или напълно да се преобразуват от един в друг.

#### Немистериални празници
Немистериални са типичните старогръцки празници. Техен отличителен белег е фактът, че празнуващата единица е цялата общност – семейство, град, община. По време на немистериалните празници участието на външни лица е позволено. Такива празници са общоградските – панатенеи.

#### Мистериални празници
Мистериалните празници имат неелински произход. Те са привнесени в Гърция вероятно от културата на древните балкански народи. В основата на празника е комплекс от ритуали за осигуряване на плодородието. Характерна за мистериалните празници е добре пазена тайна, като самите те не са отворени за цялата общност, а само за посветените хора. В мистериалния празник се създава йерархия от непосветени, по-малко посветени и повече посветени. Не са достъпни за външни лица.

#### Дионисиеви празници
Произходът на старогръцката трагедия се свързва главно с Дионисиевите празници и култа към бог Дионис или по-точно с дитирамбите, изпълнявани в негова чест. Дитирамбите били религиозни песни, които се изпълнявали от хор от 50 души, но впоследствие се превърнали в литературна форма. Култът към Дионис, сам по себе си, давал широк простор за въображението, необикновените усещания и сливането на човека с природата.
Дионисиевите празници са голям комплекс от празници, чествани в Древна Атина. Те са мистериални празници, често с немистериален характер.
1. Малки (Селски) дионисии– чествали се през декември. Тогава се изпробвало младото вино, а по време на честването са допускани непристойни шеги и са се устройвали смешни състезания.
2. Ленеи – празници в чест на Дионис Леней – покровител на лозарството. Чествали се през януари, като характерното за тях е изнасянето на представление в храма на Дионис Леней.
3. Големи Дионисии – честват се през март, като продължителността им е 7 дни.

- Първи ден: През града се пренасяла дървената статуя на Дионис.
- Втори и трети ден: Край жертвеника на Дионис се уреждали състезания.
- Четвърти, пети и шести ден: Организирали са се театрални състезания.
- Седми ден: Сатирска драма.

По време на Големите Дионисии са се организирали множество спортни състезания и конкурси. В тази част от Дионисиевите празници мистериалността се губи.

#### Състезанието Агон
Състезанието „Агон“ протичало с представяне на театрални постановки. Самото състезание било предшествано от т.нар. „проагон“ – предварително състезание, което започвало с тържествено жертвоприношение в чест на Дионис. В това предварително състезание зрителите научавали имената на участващите в състезанието и произведенията, които те ще представят.
Състезанието ставало между трима хореги, трима първи актьори и трима поети, представящи своя трилогия и сатирска драма. Специално жури от около 10 души, които се избирали предварително между гражданите, оценявало участниците и избирало победител чрез гласуване. Всички участници получавали награда според това как е оценено тяхното произведение, като първата награда означавала победа, а третата – провал. Накрая на мраморна плоча се изписвало името на автора, заглавието на пиесата, която е представил, имената на хорега и актьора и наградата, която са получили. Тези плочи се наричали „дидаскалии“.
Представленията се играели под открито небе на голяма площ, във връзка с идеята за досег с божественото.

### Теория на Аристотел
Аристотел „Поетика“
Според Аристотел трагедията е възникнала от сатирската драма и първоначално е имала шеговит характер (имайки предвид сатирската драма, такава каквато е през V и IV век., жанр много отдалечен от първоначалната си форма). Прибавя още, че при зараждането си, трагедията е била импровизирана игра, която впоследствие получава сериозния си характер.
В своята „Поетика“ Аристотел казва, че всеки вид поезия (епическа, трагическа, комедийна, дитирамбическа и др.) е вид „подражание“ (mimesis), като различните видове подражание се различават по това на какво подражават, по средствата, с които подражават и по начина, по който подражават. Самата трагедия Аристотел описва като „подражание на действие, сериозно и завършено“. Той казва, че то има определен обем, написано е в украсена реч (реч, която има ритъм и мелодия), която е различна в отделните части на трагедията (в едни части се изпълнява само чрез стихотворен размер, а в други чрез песен). Трагедията, казва той, е подражание с действие, а не с разказ, чрез състрадание и страх тя извършва очистване от подобни чувства.
Аристотел казва, че всяка трагедия трябва да има шест съставни части – фабула, характери, език, мисъл, зрелищна постановка и музикална страна. Към средствата на подражанието се отнасят езика и музикалната страна, към начина на подражание – зрелищната постановка, а към предмета на подражание – фабулата, характерите и мисълта.

### Теория на Ницше
„Раждането на трагедията“ Ф.Ницше
Ницше, повлиян от немската теоретическа традиция, свързва античността и нейното изкуство с дихотомията (двойственост), като я представя като противоположност на две начала, олицетворени в две гръцки божества – Дионис и Аполон. Тези две начала, абсолютно противоположни едно на друго, са съсредоточени в различни изкуства – Аполоновото начало се свързва с пластическите изкуства, а Дионисиевото с музикалните. Но, според Ницше, трагедията е изкуство, в което началата на Аполон и Дионис съществуват паралелно, и преплитайки се, те се самодопълват, като така превръщат трагедията във висше изкуство. Тези два образеца на вдъхновение, толкова различни, следват един паралелен път; най-често в открит конфликт те се припокриват взаимно ... съставят в този съюз произведения на изкуството едновременно Дионисиеви и Аполонови: атическата трагедия“ . Ницше разбира Дионисиевото изкуство като символ на продуктивност. Дионис, бог на виното, се свързва с опиянението, веселието, музиката и танците, но също така и с чезнещото и гинещото, и скръбта по него. В Дионисиевото опиянение човека се доближава до природата и сякаш се свързва с нея. Неговата противоположност е Аполониевото, планомерното, премереното и хармоничното, всичко което свързваме със съня, мечтата и спокойствието. Ницше обяснява, че простотата и величието са присъщи именно на Аполон, а Дионис няма нищо общо с тях, той в своята природа е буен и неудържим.
В хора на трагедията, Ницше открива същата тази обединеност на двете начала, но дава предимство на Дионисиевото. В песните на трагическите хорове се открива силната връзка на човека с природата и се преплитат различни човешки страсти –неща характерни за Дионисиевото изкуство на музиката. Диалогът, от друга страна, с неговата простота и прозрачност, Ницше свързва с Аполон.
Така, съчетавайки веселието и страстите със сериозността и хармонията, се зародила трагедията.
- Гибелта на трагедията, Ницше свързва със Сократ – с въвеждането на логиката, с появата на иронията и оптимизма.

## Древногръцки театър

### Устройство и разположение
Атическият театър е разположен до Акропола на югоизточния хълм на Атина. Построен е така, че от него да се вижда морето и природата наоколо.
Театърът има три основни части – орхестра, театър и скена.
- Орхестрата е кръгла площадка, където стои хорът и по средата на която има жертвеник за бог Дионис. Идва от думата „orcheisthai“ – „танцувам, извършвам мимически телодвижения“, название идващо от една от основните функции на хора.
- Театър се наричат местата на зрителите. Думата идва от „theasthai“ – „гледам“. Едва през V век това название започва да се употребява за цялата постройка. Най-често театърът окръжава във формата на подкова площадката на орхестрата.
- Скената представлява постройка, в която се държат театралните декори и костюми. Между нея и театъра се оставят широки проходи, наречени пароди, от където влизат зрителите преди да започне представлението и от където излизат актьорите и хорът по време на представлението.

Постепенно в театралните представления възникнали съществени промени. Хорът изгубил връзка с действието и песните му започнали да се изпълняват като незадължителен елемент от трагедията. Тогава се изгубила връзката на актьорите с орхестрата и се появила необходимостта те да се издигнат на по-видно място. Затова започнала да се прави висока тясна сцена пред постройката на скената, около три метра над нивото на орхестрата.

### Хор и актьори
Първоначално главното действащо лице в трагедията бил хорът, който се състоял само от мъже. Често песните му изразявали възгледите на онази обществена група, на която симпатизирал авторът. Според Шлегел хорът е „идеалният зрител“.
Първите актьори били самите автори на произведенията, но с времето броят на актьорите се увеличил на двама, после на трима и станало необходимо участието и на други лица. В началото те били любители, но с развитието на театралното изкуство започнали да се появяват професионални актьори с изработена техника и индивидуален начин на игра. Образували се професионални съюзи на „майсторите на Дионис“ (както се наричали актьорите тогава). Техниката на актьорското изпълнение в много отношения станала образец за ораторите и затова и днес реториката построява раздела си за ораторското изпълнение върху опита от играта на актьорите.

### Костюми
Всички костюми в трагедиите били направени така, че да излъчват величественост. Когато трябвало да се придаде висок ръст на изобразяваните герои, това се постигало с помощта на ботуши с много високи подметки, наречени котурни, с буйни големи коси на главата и дебели подплънки под дрехите.
Актьорите слагали маски, които предавали само типичното изражение на героя и правели впечатление на пълна неподвижност. В различните моменти на трагедията маските се сменяли (например след ослепяването си Едип излиза с нова маска). Всички маски били с отворена уста, за да може гласът на изпълнителя да излиза свободно.

### Декори
Появата на декорите Аристотел приписва на Софокъл. Декорите представлявали изрисувани дъски, които се изтегляли от странични постройки (параскении). Но въпреки примитивността на техниката на гръцкия театър, той разполагал с редица машини, които позволявали вдигане, спускане и летене във въздуха (deus ex machina – „Богът машина“, „Харонова стълба“ – благодарение на която се появявали призраци изпод земята).

## Структура на старогръцка трагедия

### Пролог
Частта, в която зрителят бива въведен в събитията, които ще се разиграят и бива запознат с героите (от актьор). Някои трагедии нямат пролог, при тях парода изпълнява и тази функция. Етимология: гр. πρόλογος – начално слово

### Парод
Песента, с която хорът излиза на сцената, за да заеме мястото си на орхестрата. Понякога пародът служи и за пролог. Пародът обикновено се изпълнява в анапест – трисрична ритмическа стъпка. Етимология: гр. πάροδος – странично минаване

### Епизоди
Диалогичните части на трагедията. В старата гръцка трагедия обикновено има 4 епизода. Етимология: гр. έπεισόδιον – допълнително настъпващо

### Стазими
Песните на хора (трисъставна структура). Хорът употребява реч, която се различава от тази в епизодите. За да представи връзката с мита, тя си служи с по-древни форми на езика. Етимология: гр. στασιμον – песен, изпълнявана стоешком
Строфа
Антистрофа
Епод

### Комос
Буквално означава биене в гърдите като израз на скръб. Комосът е общ плач на хора и актьорите, представя се най-висшата степен на страдание. Той е незадължителна част от структурата на трагедията. Етимология: гр. κώμμος – удряне в гърдите

### Екзод
Заключителната част на трагедията. Напускане на хора. Етимология: гр. έξοδος – изход
Структурата на трагедията е установена още при Есхил.

## Сюжет и особености на трагедията

### Сюжет-мит
Трагедията изцяло се основава на митове. Тя е най-митологичният жанр измежду всички жанрове от старогръцката литература. От 33 оцелели трагедии, само една е на немитологичен сюжет – „Перси“ на Есхил. Относно мита се твърди, че Есхил теологизирал, Софокъл хуманизирал, а Еврипид демитологизирал старите фабули. Еврипид изразява съвременни проблеми, чрез преоткриване на митологични типове.

### Mythos
С mythos-ът, или така наречената „фабула“, Аристотел означава както конкретните митологични фабули, така и сюжета по принцип. А този сюжет според него е „подражание на действие“.

### Synthesis
Чрез synthesis, или „състава на събитията“, Аристотел изразява акта на композиране, готовата фабула и самата композиция на трагедията. Съставът изразява връзката между отделните събития. За да бъде една трагедия с добре и цялостно съставена фабула, тя трябва да има начало, среда и край. Сюжетното действие не трябва да започва от момент нямал начало и не може да свърши с недовършено действие. Също така Аристотел казва, че хубавото се изразява във величината и реда, затова трябва да бъдат избягвани прекалено кратките събития, траещи само миг и същевременно прекомерно дългите, защото те смущават зрителното възприятие и нарушават единството и целостта на предмета. Но в същото време обемът на фабулата може да бъде по-голям, стига тя да бъде развита до пълното си изясняване, чрез последователен развой на събитията, довел до преход от нещастие към щастие или от щастие към нещастие.

### Pathos
Pathos-ът е понятие представящо специфичния характер на събитието в старогръцката трагедия. Аристотел го дефинира като действие, изпълнявано на сцената, което поражда у зрителя гибелна мъка и страдание. Такива действия са например убийствата и като цяло видовете смърт, раняванията и други подобни.

### Трагическа вина
Трагическата вина е особеност на трагедията, представляваща нарушаването на нравствения ред и самозалъгването на героя, че може да се противопостави на върховните сили. Понякога тя е неосъзната от героя (Прометей знае какво е извършил, но Едип – не), но винаги бива наказана от обстоятелствата на съдбата. Заради това би могло да се предположи, че трагедията е песимистична по своя вътрешен смисъл, но карайки личността да мине през редица препятствия, тя всъщност разкрива истинските ѝ изключителни възможности.

### Катарзис
Катарзисът в трагедията предизвиква у зрителя две главни чувства: състрадание и страх. Състрадание към героически-трагичното у героя и страх, от това да не се случи нещо подобно с нас или с нашите близки. Важно е да се подчертае, че чувството, което изпитваме ние е страх, а не ужас, защото ужасът блокира съзнанието, докато страхът не изключва нашата способност за разсъждение. Именно при трагедията се говори за тези катарзисни чувства първо, защото злочестината е предадена в сегашно време, както се пише драматичната творба, позволявайки ни да мислим събитието за случващо се, и второ – благодарение на зрелищността на представлението бедата се приближава по-близо до нас.

## Есхил
Наричан е „Бащата на трагедията“, заради важната промяна, която прави – въвежда втория актьор, давайки възможност за драматизиране на действието. Започва да участва в театралните състезания още на 25-годишна възраст и във времето общо 13 пъти печели първо място. Той пише общо 90 произведения (трагедии и сатирски драми), но едва 7 са достигнали до нас:
„Перси“
„Седемте срещу Тива“
„Молителки“
„Прикованият Прометей“
трилогията „Орестия“, която включва трагедиите „Агамемнон“, „Хоефори“ и „Евмениди“.

## Софокъл
Софокъл пръв въвежда третия актьор в трагедията, а заедно с това увеличава броя на хористите от 12 на 15. При него обаче хорът вече не е така задължителен, както при Есхил, той по-скоро само допринася за драматичния ефект на действието. Софокъл изоставя свързаната в сюжетно цяло трилогия, неговите трагедии са самостоятелни по отношение на фабулата. Софокъл продължава и завършва делото на Есхил – превръщането на трагедията в драма, в която централен образ става отделният човек. За разлика от Еврипид, той се придържа към традиционните религиозни положения и избягва поставянето на въпроси, които биха ги смутили. До нас са достигнали 7 изцяло запазени негови трагедии:
„Аякс"
„Антигона"
„Едип цар"
„Трахинянки"
„Електра"
„Филоктет"
„Едип в Колон“

## Еврипид
Наричан е „философа на сцената“, не заради причисляването му към конкретно философско движение, а заради реакциите му на редица злободневни проблеми в полиса. Той не използва наготово структурите на трагедията, а извършва нововъведения и разнообразява жанра. Неговите трагедии са необикновени за времето си и в композиционно отношение. Хорът започва да изразява неговата собствена позиция, а в повечето случаи е и ням свидетел на събитията. Важна особеност на Есхиловата драматургия е, че той е първият трагедиен автор, който изменя изцяло мита, създавайки образи, по-силни от прототипите в мита. Неговите творби достигат известност, но не и признание. Печели едва 4 театрални състезания, като първата си награда взима чак на 43-годишна възраст. От неговите 92 пиеси до нас са достигнали 19 (като авторството на „Рез“ е спорно):
„Алкестида“
„Медея“
„Децата на Херакъл“
„Иполит“
„Андромаха“
„Хекаба“
„Молителките“
„Херакъл“
„Електра“
„Троянки“
„Елена“
„Ифигения в Таврида“
„Ион“
„Орест“
„Финикийки“
„Ифигения в Аилида“
„Вакханги“
„Рез“
„Циклоп“ – единствената изцяло запазена сатирска драма достигнала до нас.